# معادله هلمهولتز

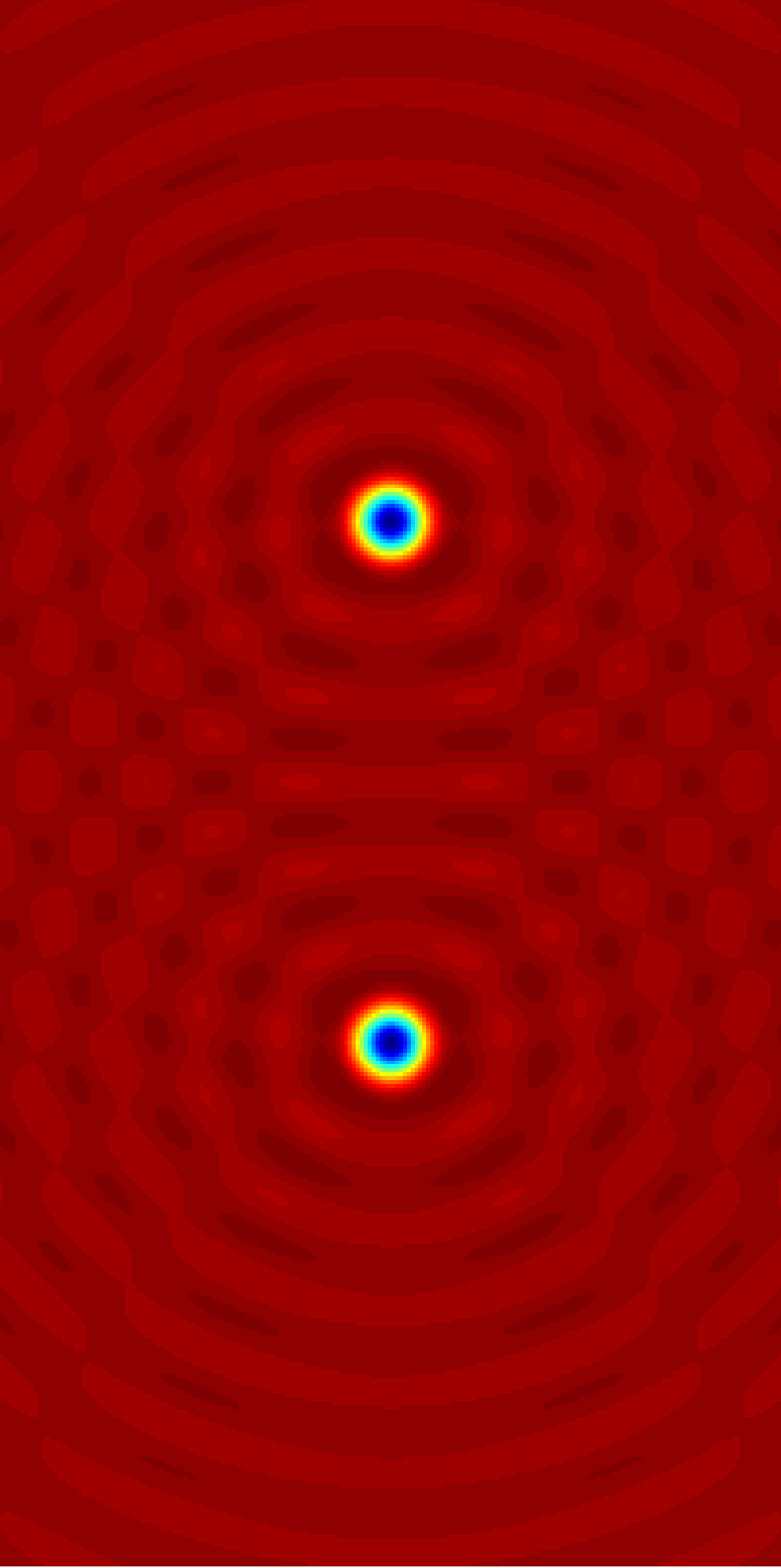
امواج بدست آمده از حل معادله هلمهولتز

معادله هلمهولتز که به نام هرمان فون هلمهولتز نامگذاری شده است، عبارت است از معادله دیفرانسیل پاره‌ای زیر:
{\displaystyle \nabla ^{2}A+k^{2}A=0}
که در آن 2∇ عملگر لاپلاس یا لاپلاسین، k عدد موج و A دامنه است. معادلهٔ هلمهولتز غالباً در بررسی مسایل فیزیک شامل معادلات دیفرانسیل پاره‌ای نسبت به زمان یا مکان ظاهر می‌شود. معادله هلمهولتزی که شکل مستقل از زمان معادلهٔ اصلی را به نمایش می‌گذارد در نتیجهٔ بکار بردن جداسازی متغیرها به منظور ساده‌سازی حاصل می‌شود.